# Збиковський Іван Гнатович
Іван Гнатович Збико́вський (також по батькові Ігнатович; 10 листопада 1936, Сталіно, Сталінська область, Українська РСР, СРСР — 24 січня 2019, Дніпро, Україна[джерело?]) — видатний радянський та український коксохімік, винахідник і політик. Очільник Донецького коксохімічного заводу у 1973—2006 роках, народний депутат СРСР XII скликання, депутат Донецької міської ради. Нагороджений радянськими[джерело?] та українськими державними нагородами.

## Життєпис
Народився 10 листопада 1936 року у місті Сталіно (нині — місто Донецьк). У 1959 році закінчив Сталінський індустріальний інститут за спеціальністю «Хімічна технологія палива».
Протягом 1959—1973 років працював на Сталінському (з 1961 року Донецькому) коксохімічному заводі на посадах лаборанта, майстра, начальника відділу техніки безпеки, голови профспілкового комітету заводу, начальника цеху вловлювання.
З 1973 по 1995 роки — директор об'єднаного в 1970 році з трьох окремих Донецького, Рутченківського й Смолянинівського заводів Донецького коксохімічного заводу імені С. М. Кірова. З 1995 по 2006 роки обіймав посади голови правління й генерального директора ВАТ «Донецьккокс».
У 1989 році був обраний народним депутатом СРСР від Донецького національно-територіального виборчого округу № 41 Української РСР, працював членом Комісії Ради Національностей по питаннях соціального та економічного розвитку союзних й автономних республік, автономних областей та округів. Верховна Рада СРСР XII скликання засідала з 1989 по 1991 роки.

## Науковий доробок
Збиковський Іван Гнатович є автором багатьох винаходів у галузі коксохімічного виробництва, зокрема способи очищення коксового газу, завантаження коксових печей термічно підготовленої вугільної шахти і різних пристроїв в галузі коксохімії.
За часи керівництва Збиковського Івана Ігнатовича завод досяг своїх найвищих показників, ставши провідним коксохімічним підприємством у СРСР, а потім — у незалежній Україні[джерело?]. На заводі постійно проводились науково-дослідницькі роботи, впроваджувались нові інженерно-конструкторські та технологічні рішення, реконструювались старі й будувались нові установки, коксові батареї, споруди. 15 травня 1975 року Донецькому коксохімічному заводу було присвоєно почесне звання «Підприємство високої культури виробництва». За часи радянських п'ятирічок колективу заводу чотири рази присуджувалися призові місця у Всесоюзному соціалістичному змаганні.

## Нагороди
- Орден Трудового Червоного Прапора[джерело?]
- Орден Жовтневої Революції[джерело?]
- Орден «Знак Пошани»[джерело?]
- Орден «За Заслуги» III ступеня (Указ Президента України № 786/98 від 15 липня 1998)[14]
- «Заслужений металург України» (Указ Президента України № 28/2006 від 20 січня 2006)[1]